# 克恩顿州费尔德基兴
克恩顿州费尔德基兴（德語：Feldkirchen in Kärnten），通称费尔德基兴，是奧地利克恩顿州的城市，面積77.49平方公里，最高點海拔高度554米，2012年人口14,294，其中約七成居民信奉羅馬天主教。